# Гашунска Гоби
Гашунска Гоби e пустинна равнина в Западен Китай, в Синдзян-уйгурския автономен регион, югозападно разклонение на пустинята Гоби. Разположена е между крайните източни хребети (Баркьолтаг и Карлъктаг) на Тяншан и Хамийската котловина на север и планинската система Бейшан на юг. Релефът ѝ е вълнисто-хълмист, със сложен лабиринт от широки оврази и дерета, разделени от плоски хълмове и скалисти ридове с относителна височина до 100 m. Представлява камениста и частично чакълеста безводна пустиня. В затворените депресии са разположени временни езера и солончаци. Абсолютните максимални температури през лятото достигат до 40°С, а през зимата – до -32°С. Годишната сума на валежите е под 50 mm. Растителността е силно разредена. По временно овлажняващите се дерета растат единични храсти от тамариск, зайсански саксаул, Nitraria, Salsola. В пустинята се срещат антилопа джейран, диво магаре кулан, дива камила, множество гризачи и влечуги.